# Качурка Маркгама
Качурка Маркгама (Oceanodroma markhami) — вид морських буревісникоподібних птахів родини качуркових (Hydrobatidae).

## Назва
Вид названо на честь британського мандрівника, морського офіцера сера Альберта Гастінгса Маркема.

## Поширення
Вид поширений в тропічній зоні на сході Тихого океану. У період з липня по вересень птахи знаходяться над теплими, екваторіальними водами, тоді як між січнем і липнем вид мігрує до прохолодніших вод Перуанської течії і далі на захід . Розмножується на півострові Паракас на узбережжі центрального Перу та в пустелі Атакама на півдні Перу та півночі Чилі.

## Спосіб життя
У позашлюбний період живе у відкритому морі. Живиться планктоном, ракоподібними та іншими безхребетними. Гніздиться у колоніях на солончаках. Яйця відкладають між квітнем і серпнем. Вдень птахи летять до моря на годівлю, а ввечері повертаються до гнізд. У Чилі гніздування виду знаходиться за 50 км від моря.